# Crisis de Berlín (1947-1961)
La crisis de Berlín es el detonante de la Guerra Fría. Se trata de varias fases entre las que nos encontramos el bloqueo de Berlín por parte de la Unión Soviética en dos ocasiones (1948 y 1958), el Muro de Berlín en 1961

## Antecedentes de la crisis de Berlín en 1947
Antes de que se realizara el bloqueo de Berlín en 1947, se repasa lo ocurrido en esta ciudad tras la Segunda Guerra Mundial.
En la Conferencia de Yalta (4 al 11 de febrero de 1945) se decidió que Alemania y Berlín serían repartidos entre los vencedores de la guerra. Francia no participaba al principio en la conferencia, pero finalmente, gracias a Churchill, Roosevelt y Stalin participó y le correspondía una parte del reparto del territorio. Churchill tenía la intención de darle una parte a Francia, que posteriormente sería ocupada por Estados Unidos y Reino Unido; Stalin desaprobó la idea, pero más tarde aceptó cuando Roosevelt apoyó la propuesta de Churchill.
En la Conferencia de Potsdam (17 al 2 de agosto de 1945), se aprobó finalmente que Alemania fuera dividida entre las potencias vencedoras de la guerra. Berlín no formaba parte de Alemania, se encontraba en medio de los dos grandes bloque creados tras la conferencia (Alemania Occidental y Alemania Oriental). Los soviéticos controlaban la parte oriental de la ciudad, los norteamericanos el sur, los británicos el oeste y los franceses el norte. En estas circunstancias, Berlín había sido dividida en cuatro zonas y se encontraba en el centro de la ocupación soviética.
En la ciudad también se manifiesta la misma distribución de ocupación, es decir, el área oriental de la ciudad fue atribuida a los soviéticos, mientras que la occidental fue repartida entre Gran Bretaña, Francia y Estados Unidos.

### El Bloqueo de Berlín y el Puente aéreo: 1948-1949
Los continuos problemas entre los antiguos aliados sobre Berlín marcaron uno de los asuntos más importantes durante la Guerra Fría. Abandonadas las negociaciones para formar un régimen común para toda Alemania, los poseedores de la parte occidental firmaron los Acuerdos de Londres (abril-junio de 1948) para iniciar un proceso gubernamental común en sus territorios.
Los aliados occidentales, para llevar a cabo su plan de un gobierno común, crearon una nueva moneda que se usaría en sus zonas. Dado que los soviéticos consideraban a Berlín como territorio propio y no de los demás vencedores, llevaron a cabo el llamado “Bloqueo de Berlín”. Este bloqueo consistía en cortar todo tipo de comunicaciones construyendo una alambrada entre Berlín y la Alemania Occidental.
Tras varias negociaciones entre el bloque occidental y el soviético, Stalin levantó el bloqueo de Berlín, pero era demasiado tarde, ya que el bloqueo físico ya estaba formado.

### Crisis de 1961
Fue provocada por la Unión Soviética mediante un ultimátum exigiendo la retirada de las fuerzas armadas occidentales de Berlín Occidental. La situación así planteada, puso a las potencias occidentales en un verdadero aprieto: aceptar las condiciones de Moscú significaba un paso atrás en la defensa de la democracia y de los intereses por este representados, negarse de base, era poner en peligro la paz mundial bajo la amenaza de una guerra de alcance nuclear. La culminación de la crisis derivó en la construcción del muro, imposibilitando radicalmente toda conexión entre ambos lados de la capital. Esta acción fue llevada a cabo por Alemania Oriental.

### El Muro de Berlín (1961-1989)
La mala gestión de la parte soviética y la riqueza que se vivía en la parte occidental de Berlín, tuvo como resultado que gran parte de la población soviética se trasladase a la parte occidental.
La República Democrática Alemana (soviéticos) se dio cuenta de la bajada de población en sus territorios, por lo que se levantó una alambrada de 155 kilómetros interrumpiendo las relaciones entre las dos partes de la ciudad. El Muro de Berlín acabó por convertirse en una pared de hormigón de entre 3,5 y 4 metros de altura, con un interior formado por cables de acero para aumentar su resistencia. En la parte superior colocaron una superficie semiesférica para que nadie pudiera agarrarse a ella.
Acompañando al muro, se creó la llamada "franja de la muerte", formada por un foso, una alambrada, una carretera por la que circulaban constantemente vehículos militares, sistemas de alarma, armas automáticas, torres de vigilancia y patrullas acompañadas por perros las 24 horas del día.
Finalmente el muro comienza a destruirse en 1989, tras casi 30 años de la separación de una misma ciudad.